# Битва у Гуадаласете
Би́тва у Гуадаласете — сражение между мусульманскими войсками кордовского эмира Мухаммада I и союзной армией астурийцев и наваррцев, произошедшее в 852 году на берегу протекавшей около Толедо реки Гуадаласете. Битва завершилась победой мусульман.

## Предыстория
После смерти эмира Абд ар-Рахмана II в 852 году население Толедо восстало, как это случалось уже не раз. Восстание было вызвано как коррумпированным управлением мусульманской администрации, так и стремлением вернуться под власть христианских королевств на севере. Горожане также часто подвергались притеснениям со стороны мосарабов, которые проживали в мусульманском пограничьи. Таким образом, жители Толедо выросли с оружием в руках, ища помощи Астурии и басков, как сообщает Ибн Хальдун, цитируя дословно испаноязычную летопись X века:
Жители Толедо попросили помощи короля Галисии и короля басков, которые пришли, чтобы освободить их с помощью людей в городе. Толедская армия формировалась путем объединения народа Толедо и христианских королей. Эмир во главе небольшой армии пошел к берегу реки Гуадаласете. Он отступил на земли к югу, а затем заманил армию Толедо в засаду, так как основная часть арабского войска предвосхитил маневры горожан. Это привело к массовым убийствам в более 8000 человек, что принесло победу мусульманам и привело к подавлению восстания в Толедо.
Ибн Хальдун.

## Битва
Организованные силы Мухаммада I легко разгромили городскую чернь и их христианских союзников из Астурии и Наварры. Однако они были не в состоянии взять контроль над всем городом в течение ещё семи лет.

## Последствия
После того как и астурийцы и наваррцы были разбиты на Гуадаласете, Мухаммаду I не удалось захватить город. Бунт, который был вдохновлён христианским духовенством и мувалладами, продолжался до 858 года в связи с продолжавшимся стремлением горожан к независимости от Кордовы. В конце концов эмир Мухаммад I в 858 году завоевал город и заключил в тюрьму епископа Евгения, который был казнён в следующем году.